# 梅屈里
梅屈里（法語：Mercury，法語發音：[mɛʁkyʁi]）是法国奥弗涅-罗纳-阿尔卑斯大区萨瓦省的一个市镇，位于该省北部，属于阿尔贝维尔区。

## 地理
梅屈里（45°40'27"N, 6°20'13"E）面积22.33 平方千米，位于法国奥弗涅-罗讷-阿尔卑斯大区萨瓦省，该省份为法国东部省份，历史上为薩伏依的一部分，北起上萨瓦省，西接伊泽尔省和安省，南部和东部与上阿尔卑斯省和意大利接壤。
与梅屈里接壤的市镇（或旧市镇、城区）包括：阿尔贝维尔、伊泽尔河畔日伊、马尔托、帕吕、普朗什里讷、泰内索勒、韦朗斯阿尔韦、法韦日-塞特内。

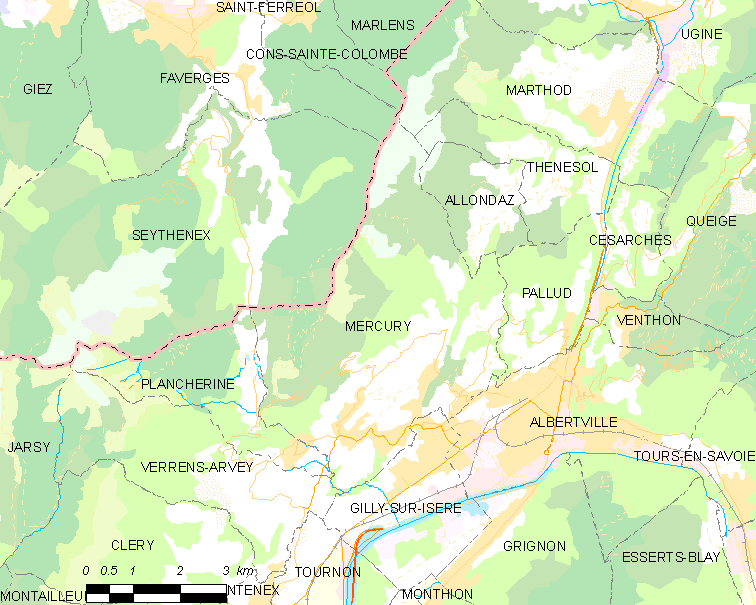
梅屈里的OSM定位图

梅屈里的时区为UTC+01:00、UTC+02:00（夏令时）。

## 行政
梅屈里的邮政编码为73200，INSEE市镇编码为73154。

## 政治
梅屈里所属的省级选区为阿尔贝维尔第一县。

## 人口

1962-2008年间梅屈里人口变化图示

梅屈里于2022年1月1日时的人口数量为3471人。

## 友好城市
- 法國韦南索